# Црква Светог Јована Крститеља у Биљешеву
Црква Светог Јована Крститеља је српска православна црква која се налази у Биљешеву а припада Митрополитији дабробосанској.
У потпуности је изграђена 1908. године, а заједно са археолошким локалитетом Главица, два стећка, гробљем и зградом српске основне школе, проглашена је за Национални споменик Босне и Херцеговине.

## Локација
Налази се у Биљешеву код Какња, северно од магистралног пута Сарајево — Зеница. Биљешево је удаљено 10 км ваздушне линије од Зенице и 7 км од Какња.

## Опис
По архитектонској концепцији спада у једнобродне базилике са звоником на западној страни, зидана ломљеним каменом, са полукружно завршеним светиштем на источној страни и хором на западној страни. Црква има правоугаону основу димензија 15,95 м х 9,30 м и истурени звоник димензија 3,15 м x 2,14 м, висине 13,50 м.
Сви надгробни споменици су израђени од локалног камена у облику крста на чијим завршецима је јабука. На некима се као украс јавља розета или крст.
Црква се налази у добром конструктивном и сваком другом стању, након реконструкције из 2003. године и редовно се одржава. Некадашња српска школа је деваастирана и преостали су само голи носиви зидови и остаци крова. Православно гробље је активно и добро одржавано. Два стећка су утонула у земљу.

## Историјат
Градња цркве започета је 1906. године и трајала је до 1908. године. Није познат пројектант, нити постоји документација.
У њеној близини отворена је српска основна школа 1909. године. Изградња школе је изведена у складу са аустроугарским прописима из 1879. године, којима је предвиђена могућност постојања приватних и конфесионалних основних школа, поред државних. Њихов број 1906. године износио је 70, а 1910. попео се на 115.
Током Другог светског рата, црква је оштећена, а након тога, извршена је оправка цркве и зграде школе, која је до 1954. године наставила са радом, када је претворена у парохијски дом. Године 1949. извршени су радови унутрашњег уређења, а 1982. извршени су опсежнији конзерваторско-рестаураторски радови.
Црква и парохијски дом су запаљени 1992. године, а гробље оскрнављено. Реконструкција цркве извршена је 2003. године.
На овом локалитету налазила се некропола са 25 стећака, који су употребљени за градњу цркве. Велика штета нанесена је тиме што је некропола уништена, јер се радило о гробовима у три реда.